# Cahuzac (Lot-et-Garonne)
Cahuzac é uma comuna francesa na região administrativa da Nova Aquitânia, no departamento Lot-et-Garonne. Estende-se por uma área de 8,16 km². Em 2010 a comuna tinha 312 habitantes (densidade: 38,2 hab./km²).